# Lilleküla (przystanek kolejowy)
Lilleküla (est.: Lilleküla raudteepeatus) – przystanek kolejowy w Tallinnie, w prowincji Harjumaa, w Estonii, w dzielnicy Lilleküla. Znajduje się na szerokotorowej linii Tallinn – Keila 2 km od dworca kolejowego w Tallinnie. Obsługiwany jest przez pociągi elektryczne Eesti Liinirongid.